# Fadrina formosa
Fadrina formosa is een insect uit de familie van de mierenleeuwen (Myrmeleontidae), die tot de orde netvleugeligen (Neuroptera) behoort. 
Fadrina formosa is voor het eerst wetenschappelijk beschreven door Hölzel in 1981.